# Spanische Billie-Jean-King-Cup-Mannschaft
|                                              |
| Teilnahmen der spanischen Fed-Cup-Mannschaft |

Die spanische Billie-Jean-King-Cup-Mannschaft ist die Tennis-Nationalmannschaft Spaniens, die im Teamwettbewerb Billie Jean King Cup eingesetzt wird. Der Billie Jean King Cup (bis 1995 Federation Cup, 1996 bis 2020 Fed Cup) ist der wichtigste Nationenwettbewerb im Damentennis, analog dem Davis Cup bei den Herren.

## Geschichte
Erstmals nahm Spanien 1972 am Billie Jean King Cup teil. Die Mannschaft spielte bislang 38 Mal in der Weltgruppe und ist fünffacher Titelgewinner.
Erfolgreichste spanische Billie-Jean-King-Cup-Spielerin ist die ehemalige Teamchefin Arantxa Sánchez Vicario, die in 16 Jahren insgesamt 100 Billie-Jean-King-Cup-Spiele bestritt. Sie war dabei in 72 Partien erfolgreich mit 50 Siegen im Einzel und 22 im Doppel. Von den 28 Fed-Cup-Doppel bestritt sie 21 mit Conchita Martínez, von denen die beiden 18 gewinnen konnten. In den Jahren 1991, 1993, 1994, 1995 und 1998 führte sie das spanische Team zum Gewinn dieses Teamwettbewerbs.

## Teamchefs
- Juan Alvarino, 1991–1992
- Miguel Margets Lobato, 1993–2011
- Arantxa Sánchez Vicario, 2012[1]
- Conchita Martínez, 2013–2017[2]
- Anabel Medina Garrigues, von 2018[3]

## Spielerinnen der Mannschaft (unvollständig)
| Spielerinnen                | Einsätze | Einsätze | Einsätze   |
| Spielerinnen                | erster   | letzter  | Bilanz S/N |
| --------------------------- | -------- | -------- | ---------- |
| Lara Arruabarrena           | 2015     | 2017     | 3:2        |
| Aliona Bolsova Zadoinov     | 2015     | 2015     | 1:0        |
| Lourdes Domínguez Lino      | 2006     | 2016     | 7:8        |
| Nuria Llagostera Vives      | 2005     | 2013     | 13:10      |
| María José Martínez Sánchez | 2008     | 2017     | 8:6        |
| Anabel Medina Garrigues     | 2003     | 2016     | 18:16      |
| Garbiñe Muguruza            | 2015     | 2017     | 7:2        |
| Arantxa Parra Santonja      | 2005     | 2012     | 4:0        |
| Olga Sáez Larra             | 2017     | 2017     | 0:1        |
| Sara Sorribes Tormo         | 2015     | 2017     | 3:2        |
| Carla Suárez Navarro        | 2008     | 2016     | 11:10      |
| Silvia Soler-Espinosa       | 2012     | 2017     | 4:10       |
| María Teresa Torró Flor     | 2013     | 2014     | 2:3        |